# Stockholmská úmluva

Smluvní strany Stockholmské úmluvy

Stockholmská úmluva o persistentních organických polutantech je právně závazná mezinárodní dohoda, jejímž cílem je eliminace vybraných persistentních organických látek.
Úmluva byla podepsána 22. až 23. května 2001 ve švédském Stockholmu po několika letech vyjednávání pod patronátem Programu OSN pro životní prostředí (UNEP). Dohoda právně zavazuje signatářské země omezit u vybraných látek výrobu, používání a vypouštění do životního prostředí.
Česká republika úmluvu podepsala i ratifikovala. 5. února 2002 byla úmluva schválena parlamentem a 26. srpna 2002 byly do sekretariátu úmluvy oficiálně doručeny ratifikační listiny. Úmluva vstoupila v platnost dne 17. května 2004.
Doposud úmluvu ratifikovalo 185 zemí světa a Evropská unie.

## Regulované chemické látky
Úmluva se v době podpisu týkala těchto 12 látek a jejich skupin:
- aldrin
- DDT
- dieldrin
- endrin
- heptachlor
- chlordan
- mirex
- toxafen
- hexachlorbenzen (HCB)
- polychlorované bifenyly (PCB)
- polychlorované dibenzodioxiny (PCDD) – zkráceně dioxiny
- polychlorované dibenzofurany (PCDF) – zkráceně furany

V květnu 2009 na 4. konferenci smluvních stran Stockholmské úmluvy v Ženevě bylo na seznam přidáno dalších 9 látek a jejich skupin:
- hexabromobifenyl (HBB)
- penta- a oktabromovaný difenyléter (pentaBDE, oktaBDE)
- pentachlorbenzen
- lindan, α- a β-hexachlorcyklohexan
- chlordecon
- PFOS

V dubnu 2011 byla na seznam přidána 22. látka:
- endosulfan

V květnu 2013 byla přidána 23. látka:
- hexabromcyklododekan (HBCD)

V současné době se úmluva týká již 30 látek.

## Látky prověřované v rámci úmluvy
V současnosti je prověřováno několik dalších chemických látek, které by pro své nebezpečné vlastnosti mohly být zařazeny do režimu regulace v rámci úmluvy. Jedná se především o chlorované parafíny s krátkým řetězcem.